# President Roxas
President Roxas (Bayan ng President Roxas) är en kommun i Filippinerna. Kommunen ligger på ön Panay, och tillhör provinsen Capiz. Folkmängden uppgår till 27 531 invånare.

## Barangayer
President Roxas är indelat i 22 barangayer.
| - Aranguel - Badiangon - Bayuyan - Cabugcabug - Carmencita - Cubay - Culilang - Goce - Hanglid - Ibaca - Mandulano | - Manoling - Marita - Pandan - Pantalan - Pinamihagan - Poblacion (Elizalde) - Pondol - Quiajo - Sangkal - Santo Niño - Vizcaya |